# Lingue jukaghire
Le lingue jukaghire, anche dette yukaghire, sono una piccola famiglia linguistica parlata dagli Jukaghiri, in Sacha-Jacuzia e nell'Oblast' di Magadan.

## Distribuzione geografica
Secondo l'ultimo censimento russo del 2002, le lingue jukaghire sarebbero state parlate da circa 700 persone. Informazioni più recenti affermano invece che il numero dei parlanti è enormemente inferiore, aggirandosi attorno alle 200 persone, e pertanto considerate in via di estinzione.

## Classificazione
Alle famiglia linguistica appartengono solo due lingue fra di loro strettamente imparentate:
- Lingua jukaghira settentrionale [codice ISO 639-3 ykg] o della tundra, 150 parlanti
- Lingua jukaghira meridionale [yux] o del Basso Kolyma, 50 parlanti

Si presuppone, data la grande somiglianza fra le due lingue, che esistesse, precedentemente, un idioma jukaghiro comune, andatosi poi a dividere con l'allontanarsi dei popoli.